# Rubén Belima
Rubén Belima (Móstoles, 11 de fevereiro de 1992) é um futebolista profissional guineense que atua como meia.

## Carreira
Rubén Belima integrou a Seleção Guinéu-Equatoriana de Futebol que disputou o Campeonato Africano das Nações de 2015.